# Präsident Rumäniens
Der Präsident Rumäniens (amtlich rumänisch Președintele României) ist das Staatsoberhaupt von Rumänien. Sein Amtssitz befindet sich auf Schloss Cotroceni in Bukarest.
Präsident ist seit Mai 2025 Nicușor Dan.

## Verfassungsrechtliche Stellung
Laut der aktuellen Verfassung von 1991 ist der Präsident das Oberhaupt des Staates. Er repräsentiert den rumänischen Staat und ist der Garant der nationalen Unabhängigkeit, der Einheit und der territorialen Integrität des Landes.
Zudem wacht er über die Einhaltung der Verfassung und die korrekte Funktionsweise der öffentlichen Behörden. Zu diesem Zweck übt der Präsident die Vermittlungsfunktion zwischen den Staatsgewalten sowie zwischen Staat und Gesellschaft aus.

## Kompetenzen
Der rumänische Präsident hat die folgenden Kompetenzen und Aufgaben: Der Präsident
- bestimmt einen Kandidaten für das Amt des Ministerpräsidenten und ernennt die Regierung, wenn diese zuvor das Vertrauen des Parlaments erhalten hat
- beruft und ernennt im Falle der Regierungsumbildung oder der Vakanz eines Ministerpostens auf Vorschlag des Premierministers einige Mitglieder der Regierung
- kann die Regierung im Hinblick auf drängende Probleme befragen
- kann an den Sitzungen der Regierung, in denen Probleme von nationalem Interesse hinsichtlich der Außenpolitik, der Landesverteidigung, der Gewährleistung der öffentlichen Ordnung erörtert werden, und auf Ersuchen des Premierministers in anderen Situationen teilnehmen
- führt den Vorsitz in den Sitzungen der Regierung, an denen er teilnimmt
- repräsentiert Rumänien in Sitzungen des Europäischen Rates
- richtet Botschaften an das Parlament hinsichtlich der wichtigsten politischen Probleme der Nation
- kann nach Befragung des Parlaments ein Referendum hinsichtlich von Problemen nationalen Interesses abhalten
- schließt die von der Regierung ausgehandelten internationalen Verträge ab und unterbreitet sie in einer Frist von 60 Tagen dem Parlament zur Ratifizierung
- kann auf Vorschlag der Regierung die diplomatischen Vertreter beglaubigen oder abberufen
- besitzt den Oberbefehl über die Streitkräfte des Landes
- kann mit vorheriger Genehmigung des Parlaments die teilweise oder allgemeine Mobilisierung der Armee erklären
- greift im Falle einer gegen das Land gerichteten bewaffneten Aggression Maßnahmen zu deren Zurückschlagung und bringt diese unverzüglich dem Parlament durch eine Botschaft zur Kenntnis
- erklärt laut Gesetz den Belagerungszustand oder den Notzustand für das ganze Land oder für einige Ortschaften und ersucht spätestens 5 Tage nach ihrer Annahme das Parlament um Genehmigung der ergriffenen Maßnahme
- verleiht Auszeichnungen und Ehrentitel
- verleiht den Grad eines Marschalls, eines Generals und eines Admirals
- ernennt öffentliche Amtsträger unter den im Gesetz vorgesehenen Bedingungen
- kann Begnadigungen erteilen
- kann in Ausübung seiner Befugnisse Dekrete erlassen, die im Amtsblatt veröffentlicht werden.

### Parlamentsauflösung
Nach Befragung der beiden Kammern kann der Präsident das Parlament auflösen, wenn dieses nicht das Vertrauensvotum für die Regierungsbildung in der Frist von 60 Tagen vom ersten Ansuchen und nur nach Abweisung von wenigstens zwei Ansuchen und der Investitur abgibt. Das Parlament kann allerdings nur einmal im Laufe eines Jahres aufgelöst werden. Darüber hinaus darf es weder in den letzten sechs Monaten der Amtszeit des Präsidenten, noch zur Zeit des Belagerungs- oder des Notzustands aufgelöst werden.

## Wahl
Der Präsident wird in direkter Wahl für eine Amtszeit von fünf Jahren gewählt. Die Grundlage bildet hierfür das allgemeine, gleiche und geheime Wahlrecht. Eine Wiederwahl ist für nur eine weitere Amtszeit zulässig.
Als gewählt gilt der Kandidat, welcher beim ersten Wahlgang die Stimmenmehrheit der in den Wählerlisten eingetragenen Wähler auf sich vereinigt.
Sollte kein Kandidat in der ersten Wahlrunde die erforderliche Stimmenmehrheit erreichen, wird ein zweiter Wahlgang zwischen den zwei Kandidaten abgehalten, die am meisten Stimmen erhalten haben. Als gewählt gilt dann der Kandidat, der die Mehrheit der Stimmen erhält.
Das Ergebnis der Wahl wird anschließend vom Verfassungsgerichtshof für gültig erklärt.

## Vereidigung
Vor Amtsantritt muss der gewählte Präsident vor den zwei Kammern des Parlaments den folgenden Eid ablegen:

„Jur să-mi dăruiesc toată puterea și priceperea pentru propășirea spirituală și materială a poporului român, să respect Constituția și legile țării, să apăr democrația, drepturile și libertățile fundamentale ale cetățenilor, suveranitatea, independența, unitatea și integritatea teritorială a României. Așa să-mi ajute Dumnezeu!“

„Ich schwöre, meine ganze Kraft und mein ganzes Können dem geistigen und materiellen Gedeihen des rumänischen Volkes zu widmen, die Verfassung und die Gesetze des Landes einzuhalten, die Demokratie, die fundamentalen Rechte und Freiheiten der Bürger, die Souveränität, die Einheit und territoriale Integrität Rumäniens zu verteidigen. So wahr mir Gott helfe!“

## Amtszeit
Die reguläre Amtszeit dauert fünf Jahre und beginnt ab dem Tag, an dem der Präsident seinen Eid vor dem Parlament geleistet hat. Das Mandat eines amtierenden Präsidenten endet an dem Tag, an dem der neugewählte Präsident seinen Eid abgelegt hat. Die Amtszeit kann im Falle des Krieges oder Katastrophen durch Gesetz verlängert werden.
Ein amtierender Präsident darf nicht Mitglied einer Partei sein und darf keine andere öffentliche oder private Funktion ausüben.

## Immunität und Anklageerhebung
Der Präsident genießt während seiner gesamten Amtszeit Immunität.
Die Abgeordnetenkammer und der Senat können in gemeinsamer Sitzung eine Anklage wegen Hochverrats gegen den Präsidenten mit einer Mehrheit von zwei Dritteln aller Abgeordneten und Senatoren beschließen. Die beschlossene Anklage wird dann anschließend vom Obersten Gerichts- und Kassationshof behandelt. Sollte der Präsident rechtskräftig verurteilt werden, so ist er ab dem Datum des Urteils seines Amtes enthoben.

## Amtsenthebungsverfahren
Sollte der Präsident Handlungen vornehmen, welche die Verfassung verletzen, so kann er von der Abgeordnetenkammer und dem Senat in gemeinsamer Sitzung mit Stimmenmehrheit der Abgeordneten und Senatoren, nach Befragung des Verfassungsgerichtshofes von seinem Amt suspendiert werden. Der Präsident kann sich vor dem Parlament zu den Handlungen, die ihm vorgeworfen werden äußern.
Der Antrag auf eine Amtsenthebung kann von mindestens einem Drittel der Gesamtzahl der Abgeordneten und Senatoren initiiert werden. Wird der Antrag genehmigt, muss in spätestens 30 Tagen ein Referendum stattfinden, in dem die Wahlberechtigten für oder gegen eine Absetzung des Präsidenten stimmen können.

## Vakanz
Das Amt des Präsidenten gilt als vakant im Falle der Demission, der Amtsenthebung, der Unmöglichkeit der Ausübung der Befugnisse oder im Falle des Todes. Sollte das Amt in den genannten Fällen vakant werden, so müssen von der Regierung in einer Frist von 30 Tagen ab dem Tag der eingetretenen Vakanz Präsidentschaftsneuwahlen organisiert werden.
Das Präsidentenamt kann auch nur zwischenzeitlich vakant sein, wenn der Präsident vom Amt suspendiert ist, oder wenn er nicht in der Lage ist, seine Befugnisse auszuüben. In diesen Fällen wird das Amt vorübergehend vom Präsidenten des Senats oder vom Präsidenten der Abgeordnetenkammer übernommen. Sollte der Präsident des Senats oder der Präsident der Abgeordnetenkammer das Präsidentenamt vorübergehend übernehmen, so kann dieser weder Referenden zu nationalen Fragen abhalten noch das Parlament auflösen.